# Stato Chin
Lo Stato Chin è uno stato della Birmania occidentale, con capitale Hakha.

## Geografia
Confina a nord-est con la divisione di Sagaing, ad est con la divisione di Magway, a sud con lo stato Rakhine, il Bangladesh (Chittagong) nel sud-ovest ed infine con gli stati indiani del Manipur, nel nord e del Mizoram verso occidente.
Lo Stato è composto da molti gruppi etnici che parlano lingue differenti ed hanno identità culturali e storiche molto diverse. L'etnia Chin, con 500 000 abitanti è maggioritaria nel paese.
Dopo il golpe del 2021, nello stato e in particolare nella città di Mindat, si è concentrata una larga parte della resistenza civile contro la giunta militare di Min Aung Hlaing.

## Geografia antropica

### Suddivisioni amministrative
Chin Stato consisteva in due distretti nel nord (distretto di Hakha District e distretto di Falam) ed uno nel sud (distretto di Mindat) ed è stato ulteriormente suddiviso in nove municipalità e tre sub-municipalità.
Falam era stata la capitale dello stato durante la colonizzazione britannica. Dopo il colpo di Stato militare nel 1962, la giunta nel 1974 ha spostato la capitale dello stato a Hakha.

#### Distretti e townships
- Distretto di Falam nel nord dello Stato Chin
  - Falam
  - Rih
  - Tedim
  - Tonzang
  - Cikha
  - Khai Kam
- Distretto di Hakha[2] nel nord dello Stato Chin
  - Hakha
  - Thantlang
- Distretto di Mindat nel sud dello Stato Chin
  - Mindat
  - Rezua
  - Lailenpi
  - Kanpetlet
  - Matupi
  - Paletwa
  - Samee

#### Città
- Tedim
- Tonzang
- Hakha, capitale dello Stato Chin
- Falam
- Mindat
- Matupi
- Paletwa
- Rezua
- Cikha
- Rihkhawdar